# Leaf River (Mississippi)
Der Leaf River ist ein etwa 290 km langer Fluss im Süden des US-Bundesstaates Mississippi.
Er ist gemeinsam mit dem Chickasawhay River einer der wesentlichen Zuflüsse des Pascagoula Rivers, der in den Golf von Mexiko fließt. Er ist historisch bedeutsam, da über ihn zu den Zeiten, als das Straßen- und Eisenbahnnetz in diesem Teil der Vereinigten Staaten noch nicht ausreichend entwickelt war, ein Teil des Handels verlief. Er ist außerdem Heimat einiger seltener Tierarten wie etwa der Gelbtupfen-Höckerschildkröte.

## Verlauf
Der Fluss entspringt im Bienville National Forest im südwestlichen Landkreis Scott County in Mississippi. Er fließt zunächst südwärts durch die Landkreise Smith, Covington, Jones und Forrest County. Dort fließt er mit dem Bouie River zusammen. Er fließt weiter durch Perry County und Greene County, wo er am Rand des De Soto National Forest verläuft und vereinigt sich dann mit dem Chickasawhay River, um in den Pascagoula River überzugehen.